# 瑞浪市立日吉第二小学校
瑞浪市立日吉第二小学校 （みずなみしりつ　ひよしだいにしょうがっこう）は、かつて岐阜県瑞浪市に存在した公立小学校。

## 概要
- 瑞浪市日吉町（旧・土岐郡日吉村）の北部の小学校であり、旧・中山道沿いの集落（細久手など）が校区であった。1983年、日吉第一小学校と統合し、日吉小学校の新設により廃校。
- 跡地は売却され、民間会社の工場（クリスタルクレイ株式会社日吉工場）となっている。

## 沿革
- 1873年（明治6年） - 細久手村に浩々学校[注釈 1]が開校。
- 1875年（明治8年） - 
  - 細久手村、白倉村、本郷村、平岩村、北野村、宿村、宿洞村、田高戸村、深沢村、南垣外村、志月村、松野村、半原村が合併し、日吉村が発足。
  - 志道学校に改称し、さらに深沢学校に改称する。
- 1886年（明治19年） - 深沢簡易科小学校に改称する。
- 1909年（明治42年） - 日吉尋常高等小学校に統合され、細久手分教場となる。
- 1913年（大正2年） - 日吉第二尋常小学校として独立。
- 1941年（昭和16年）4月1日 - 日吉第二国民学校に改称する。
- 1947年（昭和22年）4月1日 - 日吉村立日吉第二小学校に改称する。
- 1954年（昭和29年）4月1日 - 瑞浪土岐町、稲津村、釜戸村、大湫村、明世村（山野内、月吉、戸狩）、日吉村、恵那郡陶町が合併し、瑞浪市が発足。同時に瑞浪市立日吉第二小学校に改称する。
- 1983年（昭和58年）
  - 3月13日 - 閉校式。
  - 3月31日 - 廃校。